# GThumb
gThumb는 이미지를 보여주고 관리하는 그놈 데스크탑의 프로그램이다. 자유 소프트웨어로 제공된다.

## 특징
사용자의 컴퓨터에 존재하는 이미지 파일을 썸네일 형식으로 쉽게 관리할 수 있으며 파일의 확장자와 실제 내용이 달라도 이미지를 알아서 표시해 준다(예를 들어 확장자는 gif이나 실제로는 png파일일 경우도 온전히 표시함). 간단한 이미지 편집(채도, 명암 등의 수정과 크기 조절, 적목 현상 제거 등)을 할 수 있다. 플러그인 기능을 이용해 외부 플러그인을 사용할 수 있으며 자체적으로 이미지 갤러리 기능을 제공한다. 이 기능을 이용하면 몇개의 이미지 파일을 HTML 형식의 갤러리로 꾸며 준다. 이 파일을 웹 등에 올리면 간이 갤러리로 사용할 수 있다.

## 기능
- 이미지 뷰어 (JPEG, GIF, TIF, PNG, TGA, ICO, BMP, XPM등 일반적인 이미지 파일)
- 썸네일 방식으로 이미지 관리
- 파일 별로 태그 할당 기능 및 카테고리 별로 분류 기능
- 카메라에서 이미지 가져오기
- 이미지 갤러리 만들기 (몇 개의 이미지 파일을 모아 HTML형식의 웹 갤러리로 만들어줌)
- 슬라이드쇼
- 이미지 인쇄
- 간단한 이미지 편집(채도, 명암, 색조, 그레이스케일, Equalize, 네거티브 기능 및 회전, 이미지 크기 조절, 잘라내기(크롭), 적목 현상 수정 등)
- 일부 EXIF 정보 수정 및 EXIF 정보 삭제 등
- 플러그인을 통한 확장 (Flicker, Picasa로 이미지 업로드, 동영상 재생 기능 등)

## 같이 보기
- 그놈의 눈 - 그놈 데스크탑의 기본 이미지 뷰어
- 김프 - 그놈 데스크탑의 그래픽 소프트웨어